# Movin’
Movin’ (engl. für etwa: „Bewegend“ oder „in Bewegung“) ist das zweite Studioalbum der US-amerikanischen Rocksängerin Jennifer Rush, das im Oktober 1985 erschien.

## Hintergrund
Nach dem Erfolg des weltweiten Hits The Power of Love aus ihrem Debütalbum, wurde das Nachfolgealbum Movin’ ebenfalls ein großer Erfolg. Es stieg in Deutschland und Skandinavien direkt auf Platz eins der Albumcharts ein. In Deutschland stand das Album von November 1985 bis Februar 1986 14 Wochen lang auf Platz eins der Albumcharts, wurde das erfolgreichste Album des Jahres 1986 und mit Dreifach-Platin mit 1,5 Millionen verkaufte Einheiten ausgezeichnet. Das Album zählt zu den meistverkauften Alben in Deutschland. Im Vereinigten Königreich erreichte das Album jedoch nur Platz 32. Als erste Single wurde international das Stück Destiny ausgekoppelt, welches in einigen Ländern hohe Chartplatzierungen erreichte, aber in den britischen Charts nur knapp in die Top 100 kam.
In Deutschland kam Destiny unter die Top Five und erreichte Platz 4. Die zweite Single, die Ballade If You’re Ever Gonna Lose My Love verkaufte sich in Europa ebenfalls gut. Weitere Titel sind die vom Elektropop beeinflusste Coverversion von Stevie Wonders Lied Yester-Me, Yester-You, Yesterday und Ave Maria, welches erst 1991 als Single veröffentlicht wurde. Im Erfolgssog von Movin’ erreichte auch das erste Album Jennifer Rushs wieder hohe Chartplatzierungen; im November 1985 waren beide LPs gleichzeitig unter den ersten drei Plätzen der deutschen Albumcharts. Bei den meisten Liedern hatte Jennifer Rush sowohl an der Musik als auch an den Texten mitgearbeitet.

## Titelliste
1. Destiny (Candy de Rouge, Gunther Mende, Jennifer Rush, M. D. Clinic) – 3:35
2. Silent Killer (Tony Carey, Jennifer Rush) – 3:50
3. Live Wire (Candy de Rouge, Gunther Mende, Jennifer Rush, M. D. Clinic) – 3:34
4. Automatic (Mark Mangold, Suzanne Mangold) – 3:29
5. If You’re Ever Gonna Lose My Love (Candy de Rouge, Gunther Mende, Jennifer Rush, M. D. Clinic) – 3:50
6. Ave Maria (Survivors of a Different Kind) (Candy de Rouge, Gunther Mende, Jennifer Rush, M. Applegate, M. D. Clinic) – 3:48
7. Testify with My Heart (Candy de Rouge, Gunther Mende, Jennifer Rush) – 3:18
8. Yester-Me, Yester-You, Yesterday (Ronald Miller, Bryan Wells) – 3:15
9. The Right Time Has Come Now (Candy de Rouge, Gunther Mende, Jennifer Rush) – 4:01
10. Hero of a Fool (Candy de Rouge, G. Mee, Jennifer Rush, M. Applegate, M. D. Clinic) – 3:37

## Kommerzieller Erfolg

### Chartplatzierungen

#### Album
| ChartsChartplatzierungen     | Höchstplatzierung | Wochen |
| ---------------------------- | ----------------- | ------ |
| Deutschland (GfK)            | 1 (67 Wo.)        | 67     |
| Österreich (Ö3)              | 8 (28 Wo.)        | 28     |
| Schweiz (IFPI)               | 1 (26 Wo.)        | 26     |
| Vereinigtes Königreich (OCC) | 32 (5 Wo.)        | 5      |

| ChartsJahrescharts (1985) | Platzierung |
| ------------------------- | ----------- |
| Deutschland (GfK)         | 59          |

| ChartsJahrescharts (1986) | Platzierung |
| ------------------------- | ----------- |
| Deutschland (GfK)         | 1           |
| Österreich (Ö3)           | 13          |
| Schweiz (IFPI)            | 7           |

#### Singles
| Jahr | Titel                             | Höchstplatzierung, Gesamtwochen, AuszeichnungChartplatzierungen (Jahr, Titel, , Platzierungen, Wochen, Auszeichnungen, Anmerkungen) | Höchstplatzierung, Gesamtwochen, AuszeichnungChartplatzierungen (Jahr, Titel, , Platzierungen, Wochen, Auszeichnungen, Anmerkungen) | Höchstplatzierung, Gesamtwochen, AuszeichnungChartplatzierungen (Jahr, Titel, , Platzierungen, Wochen, Auszeichnungen, Anmerkungen) | Höchstplatzierung, Gesamtwochen, AuszeichnungChartplatzierungen (Jahr, Titel, , Platzierungen, Wochen, Auszeichnungen, Anmerkungen) | Anmerkungen                          |
| Jahr | Titel                             | DE | AT | CH | UK | Anmerkungen                          |
| ---- | --------------------------------- | --- | --- | --- | --- | ------------------------------------ |
| 1985 | Destiny                           | DE4 (25 Wo.)DE | AT5 (14 Wo.)AT | CH5 (19 Wo.)CH | UK96 (1 Wo.)UK | Erstveröffentlichung: September 1985 |
| 1986 | If You’re Ever Gonna Lose My Love | DE24 (8 Wo.)DE | AT15 (8 Wo.)AT | — | — | Erstveröffentlichung: März 1986      |

### Auszeichnungen für Musikverkäufe
| Land/Region        | Auszeichnungen für Musikverkäufe (Land/Region, Auszeichnung, Verkäufe) | Verkäufe  |
| ------------------ | ---------------------------------------------------------------------- | --------- |
| Deutschland (BVMI) | 3× Platin                                                              | 1.500.000 |
| Österreich (IFPI)  | Gold                                                                   | 25.000    |
| Schweiz (IFPI)     | Platin                                                                 | 50.000    |
| Insgesamt          | 1× Gold · 3× Platin ·                                                  | 1.575.000 |